# Hymenostilbe verrucosa
Hymenostilbe verrucosa är en svampart som beskrevs av Mains 1950. Hymenostilbe verrucosa ingår i släktet Hymenostilbe och familjen Ophiocordycipitaceae.   Inga underarter finns listade i Catalogue of Life.